# Wasyl Komarewycz
Wasyl Komarewycz (ur. w 1891 - zm. w 1927) – ukraiński działacz społeczny i cerkiewny na Wołyniu, poseł na Sejm I kadencji.
W 1918 założyciel i przewodniczący koła Proswity w Włodzimierzu Wołyńskim. Utracił mandat posła na mocy wyroku Sądu Najwyższego z 6 lipca 1923.